# Берізка (Крупський район)
Берізка (біл. вёска Бярозка) — село в складі Крупського району Мінської області, Білорусь. Село підпорядковане Ухвальській сільській раді, розташоване в східній частині області.